# 鄧世昌 (演員)
鄧世昌，（TANG Sai-cheong，1984年12月12日—），香港舞台劇演員、導演、編劇、戲劇導師。
2006 年畢業於香港演藝學院戲劇學院（榮譽）學士，主修表演。畢業後以自由身演員身份參與各大藝團演出，2009 年與友人柯嘉琪、梁子峰、余岱羚創辦「黑目鳥劇團」，並為該團之藝術總監。

## 曾參與之舞台劇演出

### 2014年
- Dec﹣香港話劇團﹣讀戲劇場《名字》(演員)
- Nov﹣新域劇團﹣臥虎與藏龍編劇計劃 IX《三子》(讀劇展演)
- Oct﹣黑目鳥劇團「鳥兒青年軍系列」《水圍深海鯨》(導演)
- Sep﹣香港藝術中心「編劇工場」柯嘉琪編劇《家和．萬事輕》(導演)
- Aug﹣黑目鳥劇團﹣學員演出《接近獨腳戲》(導演)
- Jul﹣黑目鳥劇團﹣國際綜藝合家歡 2014《愛面書網遊仙境 facehome》(編劇)
- Jul﹣W創作社《修羅場》
- May﹣黑目鳥劇團《去你的愛情》香港及廣州重演 (導演)
- May﹣進劇場 Actors' Lab Presentation 演員運動《契訶夫的花園》
- Apr﹣劇場自由行動 Freeatre in Action《六刀︰在黑暗前盛開的遍地紅花》(接龍編劇之一)
- Mar﹣香港藝術節《森林海中的紅樓》

### 2013年
- Dec﹣黑目鳥劇團﹣黑目鳥年代記第一部:《鴕鳥頭》(編、導)
- Nov﹣香港話劇團﹣新戲匠系列《鄧世昌的歷史故事》(編劇)
- Nov﹣演戲家族﹣音樂劇圍讀《穿 Kenzo 的女人》
- Aug﹣仲劇團《遊樂有序》 (聯合導演)
- Aug﹣風車草劇團﹣青少年劇場《校園失竊事件》 (聯合導演)
- Jul﹣演戲家族﹣音樂劇《美麗的1天》
- Jun﹣W創作社 X 王菀之《小人國4》
- Apr﹣黑目鳥劇團《去你的愛情》(導)

### 2012年
- Dec﹣黑目鳥劇團《戰火中的奔奔賓尼》
- Nov﹣新域劇團: 臥虎與藏龍編劇計劃 VII《鄧世昌的歷史故事》(讀劇展演)
- Nov﹣致群劇社《七位導演眼中的 40》之 潘惠森《何來七千幾》
- Oct﹣影話戲《大逃犯》
- Aug﹣黑目鳥劇團 Performaholic 表演狂熱學員演出《魂迷族》(導)
- May﹣黑目鳥劇團《Happy Fly-day 重演》(導)

### 2011年
- Nov - 黑目鳥劇團《80's 驕雄》
- Aug - 黑目鳥劇團《Happy Fly-day》(導)
- May - 黑目鳥劇團《星期 8 的逍遙遊》(導/演)
- Feb - 新域劇團《遺禍人間》

### 2010年
- Nov﹣黑目鳥劇團《無喧嘩日．Voiceless》(導/演)
- Aug﹣風車草劇團《孔雀男與榴槤女》
- Jun﹣黑目鳥劇團《玩轉廿九几．jobless》(導/演)
- Mar﹣中英劇團《科學怪人》
- Jan﹣新域劇團《人間往事》

### 2009年
- Oct﹣腦作邦《明天我要上電視》
- May﹣黑目鳥劇團《可歸無家．Homeless》
- Mar﹣新域劇團《人間煙火》

### 2008年
- Nov﹣W創作社 X 華納唱片 X 薛凱琪 X 梁祖堯《Last Smile, First Tear》
- Aug﹣中英劇團《昆蟲世界》

### 2007年
- 中英劇團《風流劍客》
- W創作社《小人國》
- 焦媛實驗劇團《窺心事》
- 東亞娛樂 x 林一峰 x W創作社《一期一會》(Once in a Lifetime) (重演)
- 東亞娛樂 x 林一峰 x W創作社《一期一會》(Once in a Lifetime) (首演)
- 春天實驗劇團《山水又相逢》

### 2006年
- 華文戲劇節﹣影話戲《遺失了您的眼睛》
- 新域劇團《南方的夜特別長...所以夢多》
- 香港演藝學院《哈姆雷特》(校外重演)

### 香港演藝學院校內演出
- 《暗戀桃花源》
- 《哈姆雷特》
- 《菲爾德》（北京交流）
- 《海鷗》
- 《霓裳派對》音樂劇
- 《孤寒鬼》
- 《ASM 造世界》
- 《阿 Q 正傳》
- 《羅密歐與茱麗葉》
- 《桃花扇》粵劇
- 《沒有你……還是有你》

## 編劇作品
- 香港話劇團﹣新戲匠系列《鄧世昌的歷史故事》[1]
- 黑目鳥劇團﹣黑目鳥年代記第一部《鴕鳥頭》
- 劇場自由行動《六刀︰在黑暗前盛開的遍地紅花》(接龍編劇之一)
- 黑目鳥劇團﹣國際綜藝合家歡 2014《愛面書網遊仙境 facehome》
- 劇場裡的臥虎與藏龍編劇計劃 2014《三子》

## 曾參與電影作品
- 我的最愛（2008年）
- 六樓后座（2003年）

## 曾參與音樂作品
- 《葡萄成熟時》[2]
  - 主唱：陳奕迅

- 《愛似林一峰》[3]
  - 主唱：農夫

- 《瑪雅民歌》[4]
  - 主唱：at17

## 獎項
- 在學期間曾獲取
  - 「演藝學院友誼社獎學金」
  - 「鍾溥紀念獎學金」
  - 「黎草田紀念獎學金」
  - 「匯豐銀行內地交流獎學金」

## 外部連結
- 鄧世昌的新浪微博
- 鄧世昌 Facebook （页面存档备份，存于）
- 鄧世昌 、柯嘉琪、梁子峰、余岱羚創辦之劇團：黑目鳥劇團